# 義大利皇家陸軍
義大利皇家陸軍（義大利語：Regio Esercito）是意大利王国的陆军，随着薩丁尼亞王国统一意大利半島成立意大利王国而建立。1946年君主制終止后，军队更名为意大利军队（Esercito Italiano)。意大利皇家军队中有精锐的山地師部隊，称为“阿尔卑斯”。 

## 历史

### 起源
1861年5月4日，曼弗雷多·范蒂（Manfredo Fanti）签署了创建法令，新军队将取代之前的撒丁岛皇家军队和两西西里军队。
新组织的前两项任务是镇压意大利南部的强盗团伙，打击那些拒绝接受两西西里王国被统一的非正规部队（混杂着各种犯罪团伙），以及第三次意大利独立战争。1870年9月20日，第四军团占领了罗马，直到那时罗马一直处于教皇的控制之下。
1885年2月8日，一支不到1,000人的军团在厄立特里亚的马绍阿登陆，开始建立意大利殖民帝国。第一次意埃战争中意大利的进攻在阿德瓦战役中被势不可挡的埃塞俄比亚军队阻止。次年，作为意大利在塞浦路斯反抗土耳其统治后与国际和平计划合作的一部分，另一支军团在坎迪亚登陆。1900年7月14日，另一支远征军成立，以镇压大清帝國义和团运动。
1911年10月3日，作为意土战争的一部分，意大利入侵利比亚。与奥斯曼帝国战争以在瑞士洛桑附近的乌希签署洛桑条约而告终。

### 第一次世界大战
意大利皇家陆军第一次接触现代战争是在第一次世界大战期间，即1915至1918年间。战争主要在意大利北部的義大利戰線进行，意大利军队伤亡惨重，约有600,000人阵亡。

### 战间期
在两次世界大战期间，军队最初的重点是阿尔卑斯山和意大利-南斯拉夫边境的边境安全。它支持贝尼托·墨索里尼的法西斯政权，因为它的扩张主义意识形态和对前任政府国防削减的逆转。1930年代，军队参与鎮壓利比亚叛亂，参与入侵埃塞俄比亚，作为志愿军参加了西班牙内战，并参与了意大利对阿尔巴尼亚的入侵。

### 第二次世界大战
義大利皇家陸軍是二战中规模最大的地面部队之一，其间是使用伞兵的先驱之一。在1946年意大利公投中，王国最终被意大利共和国取代，皇家陆军也相应地更名为“意大利陆军”（Esercito Italiano）。

## 主要活动

### 19世纪
- 意大利独立战争（1866）
- 马赫迪战争（1881–1899）
- 意大利-埃塞俄比亚战争（1895–1896）

### 20世纪
- 义和团运动（1900）
- 意土战争（1911–1912）
- 第一次世界大战（1915–1918）
- 鎮壓利比亚叛亂
- 意大利-埃塞俄比亚战争（1935–1936）
- 干预西班牙内战（1936-1939）
- 意大利入侵阿尔巴尼亚（1939）
- 第二次世界大战（1940–1945）

## 另見
- 意大利王国
- 意大利军队
- 意大利皇家海军
- 意大利皇家空军（英语：Regia Aeronautica）
- 意大利战争罪行